# لیوادا
شهر لیوادا (به رومانیایی: Livada, Satu Mare) در شهرستان ستو مره در کشور رومانی واقع شده‌است. جمعیت این شهر ۷٬۰۰۴ نفر  است.